# Miss Pernambuco 2017
Miss Pernambuco 2017 foi a 62ª edição do tradicional concurso de beleza feminina do Estado, válido para o certame nacional de Miss Brasil 2017, único caminho para o Miss Universo. O certame contou com a participação de vinte e uma (21) candidatas em busca do título que pertencia à modelo serra-talhadense Tallita Martins.  A competição é comandado há anos pelo jornalista Miguel Braga e contou com a apresentação do experiente Marco Salles e da jornalista e ex-Miss Pernambuco, Wilma Gomes. O concurso se realizou no dia 26 de Maio na cidade de Gravatá, foi gravado e transmitido no dia posterior pela TV Tribuna.  Na ocasião, sagrou-se campeã a representante do município de Tamandaré, Iully Thaísa dos Santos Bezerra. 

## Resultados

### Colocações
| Posição                 | Município e Candidata |
| Vencedora               | - Tamandaré - Iully Thaísa |
| 2º. Lugar               | - Olinda - Gleicy Santana |
| 3º. Lugar               | - Surubim - Bruna Geriz |
| Finalistas              | - Jaboatão - Natália Miranda - Recife - Keron Linn - Santa Cruz - Hortência Diniz                                                                                              |
| (TOP 12) Semifinalistas | - Caruaru - Vanessa Arcoverde - Custódia - Laísa Ketlen - Garanhuns - Karen Corrêia - Pombos - Karoline Maciel - Serra Talhada - Neydinha Olímpio - Vertentes - Evilaine Nunes |

### Prêmios especiais
A miss eleita pelo voto popular integrou o Top 12:
| Prêmio            | Município e Candidata     |
| Miss Be Emotion   | - Surubim - Bruna Geriz   |
| Miss Popularidade | - Custódia - Laísa Ketlen |

### Ordem dos anúncios
| 1. Tamandaré 2. Pombos 3. Serra Talhada 4. Surubim 5. Caruaru 6. Vertentes 7. Santa Cruz do Capibaribe 8. Recife 9. Garanhuns 10. Jaboatão dos Guararapes 11. Olinda 12. Custódia | 1. Olinda 2. Jaboatão dos Guararapes 3. Santa Cruz do Capibaribe 4. Tamandaré 5. Surubim 6. Recife | 1. Surubim 2. Tamandaré 3. Olinda |  |

## Candidatas
Disputaram o título este ano: 
| - Abreu e Lima - Lorraynni Macêdo - Brejo da Madre de Deus - Erivânia Izídio - Carpina - Marília Tavares - Caruaru - Vanessa Arcoverde - Custódia - Laísa Ketlen - Garanhuns - Karen Corrêia - Gravatá - Isadora Gouvêia | - Jaboatão - Natália Miranda - Olinda - Gleicy Santana - Paulista - Manuella Feitoza - Petrolina - Maria Eduarda Nery - Pombos - Karoline Maciel - Recife - Keron Linn - Ribeirão - Emilly Vasconcelos | - Santa Cruz - Hortência Diniz - São Lourenço da Mata - Yale Luz - Serra Talhada - Neydinha Olímpio - Surubim - Bruna Geriz - Tamandaré - Iully Thaísa - Taquaritinga do Norte - Valéria Alves - Vertentes - Evilaine Nunes |

## Histórico

### Desistências
- Afogados da Ingazeira - Maysa Beatriz [11]

- Beleza Regional - Thaís Andrade

- Carnaíba - Bruna Vitória [12]

### Troca
- Riacho das Almas ► Paulista - Manuella Feitoza

## Crossovers
Candidatas em outros concursos:

### Estadual
Miss Pernambuco
- 2012: Tamandaré - Iully Thaísa (5º. Lugar)
  - (Representando o município de Recife)
- 2016: Olinda - Gleicy Santana (2º. Lugar)
  - (Representando o arquipélago de Fernando de Noronha)